# دان غليسون (سياسي)
دان غليسون (بالإنجليزية: Dan Gleeson)‏ هو سياسي أسترالي، ولد في 11 نوفمبر 1914، وتوفي في 1994.